# Echo

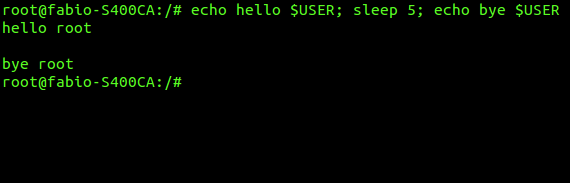
دستور echo در یونیکس

echo یکی از دستورهای خط فرمان یونیکس است. این دستور تمام آرگومانهایی را که به عنوان ورودی می‌گیرد را در خروجی استاندارد چاپ می‌کند.

## مثال‌ها
```
$
 
echo
 
This
 
is
 
a
 
test.
This
 
is
 
a
 
test.
$
 
echo
 
"This is a test."
>.
 
/test.txt
$
 
cat.
 
/test.txt
This
 
is
 
a
 
test.

```

بعضی از نسخه‌های echo، گزینه‌های -n و -e را می‌پذیرند. گزینه -n باعث می‌شود تا کاراکتر خط جدید (به انگلیسی: newline) در پایان چاپ نشود. استفاده از گزینه -e باعث می‌شود بتوانیم از کاراکترهای ویژه استفاده کنیم.
کاراکترهای ویژه عبارتند از:
- \n: یک کاراکتر خط جدید
- \t: یک کاراکتر tab افقی
- \\: یک کاراکتر \
- \a: پخش صدای بوغ از ترمینال
- \b: یک کاراکتر backspace
- \e: یک کاراکتر escape
- \v: یک کاراکتر tab عمودی

```
echo
 
-e
 
"this is first line. \nthis is second line."

```